# Шапошник Микола Данилович
Мико́ла Дани́лович Ша́пошник (*20 вересня 1934, с. Леськи, Черкаський район, Київська область, СРСР — 9 лютого 2009, там само, Черкаська область, Україна) — український письменник-гуморист; член НСПУ (1991); заслужений працівник культури України; діяч українського козацького руху.

## З життєпису
Народився 20 вересня 1934 року в селі Леськи Черкаського району.
Закінчив Київський державний інститут театрального мистецтва імені Карпенка-Карого.
Микола Данилович Шапошник — причетний до відродження українського козацтва. Він, зокрема, отаман Мамаївського куреня крайового отаманства Українського козацтва.
Похований на кладовищі рідного села.

## Творчість
М. Д. Шапошник — організатор гурту авторської козацької пісні «Козак Мамай і брати-січовики» (1994), з колективом об'їздив не лише Черкащину та Україну, а й виступав в США, пропагуючи українську пісню.
М. Д. Шапошник — автор 400 пісень.
Член національної спілки письменників України(1991)

### Друковані видання
«Година і десять днів»,
«Серпень»,
«Сміховинки козака Мамая»
«Козацькі тости»
"Лихом об землю"
"Гей,не журися!"
"В пух і в прах".Холодний яр",Черкаси,-1997
"Пісні козака Мамая".Черкаси,"Холодний яр",1-1997,2-1998
«Усмішки козака Мамая»."Преса України",-Київ,1997 

## Нагороди і відзнаки
Микола Шапошник — лауреат премій ім. С. Руданського та ім. П. Сагайдачного.
1996 - Заслужений працівник культури України